# Vanilla bradei
Vanilla bradei är en orkidéart som beskrevs av Rudolf Schlechter och Rudolf Mansfeld. Vanilla bradei ingår i släktet Vanilla och familjen orkidéer. Inga underarter finns listade i Catalogue of Life.